# Empire Stadium
El Empire Stadium fue un estadio de usos múltiples que se ubicaba en el sitio de la Exposición Nacional del Pacífico en Hastings Park en la ciudad de Vancouver, en la Columbia Británica, Canadá.
El atletismo y fútbol canadiense, así como eventos musicales, se llevaron a cabo en el estadio.

## Historia
El estadio fue construido originalmente para los Juegos del Imperio Británico y de la Commonwealth de 1954.
El estadio (que tenía 32,375 asientos al momento de la apertura, pero 30,229 después de 1974) albergó tanto a Elvis Presley como a The Beatles. Vio la mayor parte de su uso como el hogar de los BC Lions de la CFL de 1954 a 1982, en la también fue sede del primer partido de la Copa Gris celebrado al oeste de Ontario en 1955.
El Empire Stadium también fue sede del partido de la Copa Grey en siete oportunidades en 1958, 1960, 1963, 1966, 1971 y 1974.
Fue a menudo el hogar del Campeonato Provincial Shrine Bowl para una escuela secundaria.. 
También fue casa de Vancouver Whitecaps de la North American Soccer League durante la década de 1970 y principios de la de 1980, así como de los Vancouver Royals de la misma liga durante su único año de juego en 1968.
Justo antes del partido de la Copa Grey 1966, el estadio tenía los nuevos postes de gol de "cuello de cisne" o "tirachinas" inventados por Jim Trimble y Joel Rottman, lo que marcó la primera vez que estos postes se usaron en cualquier nivel de fútbol en un juego de campeonato. Se utilizaron una semana antes en el Autostade de Montreal para la final de la Conferencia Este de 1966; este poste modelo pronto se convertiría en el diseño estándar en la NFL y CFL.
En 1970, se convirtió en la primera instalación de Canadá en tener una superficie de juego artificial instalada por 3M, bajo la marca "Tartan Turf".
Tanto los Lions como los Whitecaps se mudaron al BC Place Stadium para la temporada de 1983. El estadio fue demolido a principios de la década de 1990. El sitio sirvió como estacionamiento para la Exposición Nacional del Pacífico vecino, así como para Playland durante muchos años antes de convertirse en un campo de fútbol y una pista en el sitio del antiguo campo.

## Empire Field

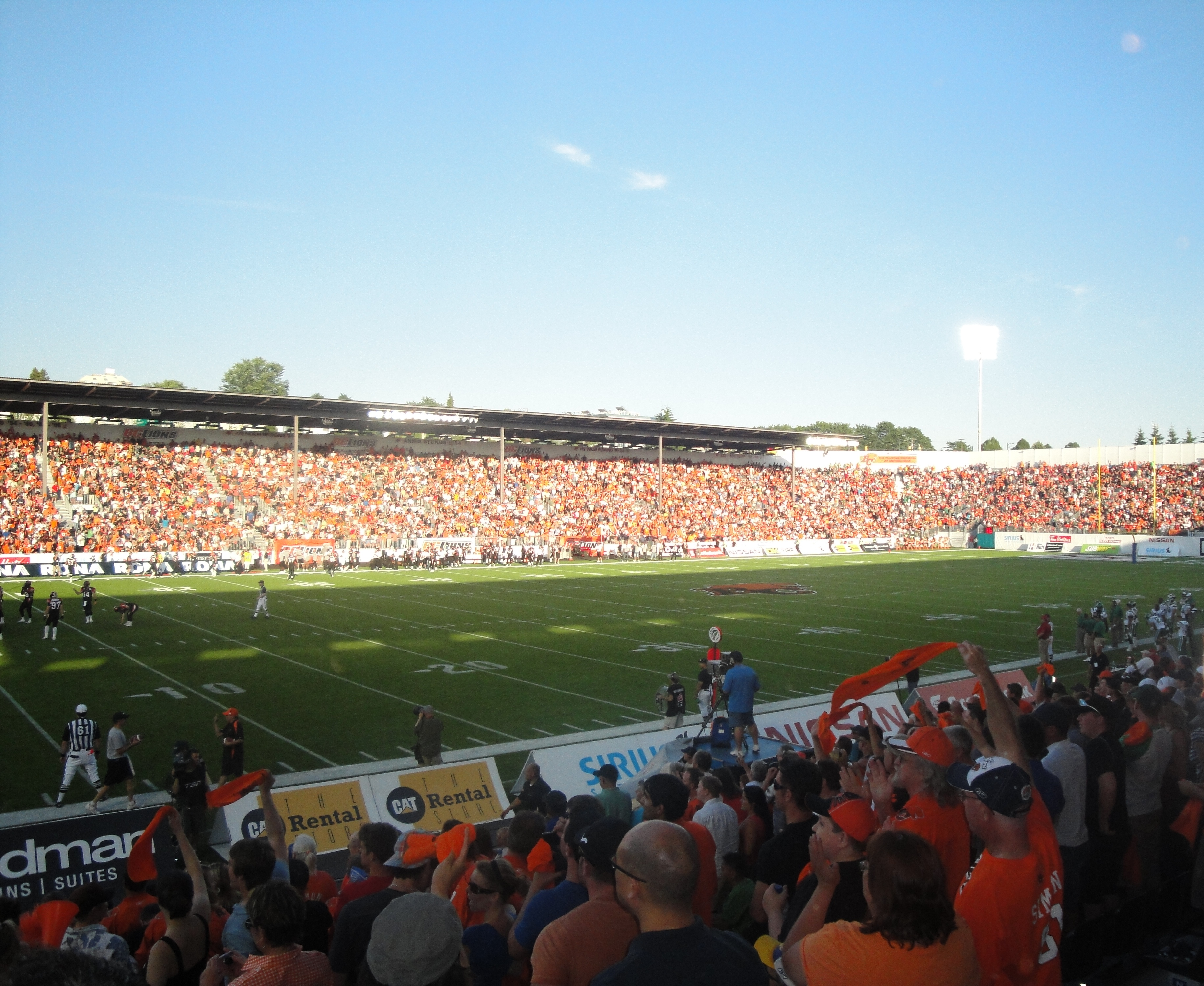
Empire Field.

Con el Estadio BC Place en proceso de renovación en 2010 y 2011, los BC Lions y Vancouver Whitecaps jugaron sus partidos en casa en el Empire Field, un campo temporal construido en los antiguos terrenos del Empire Stadium. Después de que se completaron las renovaciones del BC Place, se retiró el estadio temporal. El parque y los campos deportivos fueron restaurados para uso comunitario.